# Nyanga (Kapstadt)
Nyanga ist ein Stadtteil der Metropolgemeinde City of Cape Town in der südafrikanischen Provinz Westkap.

## Geographie
Nyanga (isiXhosa für „der Mond“) hat 57.996 Einwohner. und gliedert sich in die Siedlungen Black City, KTC Informal, New Crossroads und Nyanga SP. Der Stadtteil nimmt eine Fläche von rund drei Quadratkilometern ein.
Die meisten Bewohner leben in informellen Siedlungen; die Armut ist hoch. Viele Häuser bestehen aus Zinkblechen, Pappe und Holz. Die Mehrheit der Bewohner ist arbeitslos. Nyanga war 2012 der südafrikanische Stadtteil mit der höchsten Rate an Gewaltverbrechen. 2017/2018 wurde in Nyanga von allen südafrikanischen Polizeibezirken die höchste Anzahl an Morden gezählt.
Nyanga liegt rund 26 Kilometer östlich des Kapstädter Stadtzentrums. Es wird zu den Cape Flats gerechnet, wo Schwarze und Coloureds angesiedelt wurden. Westlich von Nyanga liegen die Stadtteile Gugulethu (ursprünglich Nyanga West), und Manenberg, südöstlich Crossroads (ursprünglich Nyanga Extension 3). Unmittelbar nordöstlich liegt der Cape Town International Airport.
| Heideveld            | Boquinar Industrial Area, Gugulethu         | Flughafen Kapstadt |
| Manenberg, Gugulethu | Kompassrose, die auf Nachbargemeinden zeigt | Flughafen Kapstadt |
| Philippi-Farmland    | Philippi,                                   | Crossroads         |

## Geschichte
Der Stadtteil wurde in der Zeit der Apartheid 1946 als Township für Schwarze gegründet, nachdem der ebenfalls von Schwarzen bewohnte Stadtteil Langa (isiXhosa für ‚Sonne‘) als Wohngebiet nicht mehr ausreichte.
Während der Zeit der Apartheid waren die Witdoeke in Nyanga aktiv, die von der Regierung unterstützt wurden und Anti-Apartheid-Kämpfer terrorisierten. Die Vorfälle wurden ab 1991 von der Goldstone-Kommission aufgearbeitet.

## Wirtschaft und Verkehr
Für Touristen werden geführte Touren nach Nyanga angeboten.
Nyanga ist an die Nationalstraße N2 und die Schnellstraße M83 angebunden. Personenzüge der Metrorail Kapstadt bedienen die Station Nyanga an der Bonteheuwel Line.

## Sonstiges
Das Gedicht Die Kind von Ingrid Jonker handelt von einem Kind aus Nyanga, das während der Zeit der Apartheid von der Polizei erschossen wurde. Nelson Mandela las es in seiner Eröffnungsansprache zur ersten frei gewählten Nationalversammlung 1994.